# Fred Velle
Karel Fredrik Willem (Fred) Velle (Amsterdam, 24 juni 1948 - Alkmaar, 22 oktober 2004) was een Nederlands acteur.
Hij was jarenlang actief in het amateurcircuit tot hij landelijke bekendheid verwierf door rollen die hij speelde in een aantal kluchten met Piet Bambergen. Hij speelde daarna gastrollen in een aantal televisieseries, was de eerste acteur die Henk van de Berg speelde in Toen was geluk heel gewoon en genoot daarna hoofdzakelijk bekendheid als barman Kees in Het Zonnetje in Huis.
Hij was tevens leraar Nederlands op de Dr. Ariëns MAVO in Middenmeer.
Fred Velle, die opviel door zijn lengte, zijn kale hoofd en zijn wat hese stem, was woonachtig in Barsingerhorn en overleed in het najaar van 2004 aan de gevolgen van kanker. Hij werd gecremeerd in Amsterdam.

## Filmografie
- Geluk bij een ongeluk (1990)
- Joost mag het weten (1993)
- Pappie, hier ben ik - patiënt Karel Adrie (1993)
- Oppassen!!! - man in kiosk (1993)
- Onderweg naar morgen - klant in Café de Engel (1994)
- Medisch Centrum West - Autodealer (1993
- 12 Steden, 13 Ongelukken - Rotterdam ''Haast'' S05E02 (1994) (barman buurtcafe)
- Toen was geluk heel gewoon - Henk van de Berg - (1994-1997)
- Het Zonnetje in Huis - Barman Kees - (1995-1997)
- Bureau Kruislaan (1995)
- Coverstory (1995)
- Kees & Co - postbode (1999, aflevering Ben je daar, mam?)
- Spangen - reünist (2001)